# 魯馨·莎卡瑞揚
魯馨·莎卡瑞揚（英語：Lusine Zakaryan），本名斯维特拉娜·莎卡瑞揚（1937年6月1日—1992年12月30日），是一位亞美尼亞籍的女高音，被人比喻為夜鶯般的歌喉。
她生於格鲁吉亚苏维埃社会主义共和国的阿哈爾齊赫，在格魯吉亞南部的薩姆茨赫-賈瓦赫蒂地区长大。1952年，她与她的家人搬到葉里溫，她進入一所音乐中学就讀。她在1957年进入葉里溫國家音乐学院，而她的歌唱才藝很快就展現了出來。
从1970年到1983年，沙卡瑞揚在亚美尼亚电视與电台交响乐团擔任獨唱的工作。她也在亚美尼亚使徒教会瓦加尔沙帕特大教堂的唱诗班演唱，她最為人稱道的是她华丽的詮釋亚美尼亚淵遠流傳的赞美聖歌。
莎卡瑞揚除了亞美尼亞的傳統歌謠與基督教音樂之外，她演唱的各國歌劇的曲目也為人所熟知。
1992年12月30日逝於亚美尼亚葉里溫。